# Hogna trunca
Hogna trunca là một loài nhện trong họ Lycosidae.
Loài này thuộc chi Hogna. Hogna trunca được Chang-Min Yin, Bao & Zhang miêu tả năm 1996.